# منطق المعنى (كتاب جيل دولوز)
منطق المعنى (بالفرنسية: Logique du sens)‏ هو عمل للفيلسوف الفرنسي جيل دولوز نشر عام 1969. يحاول هذا المقال، المكون من 34 «سلسلة» من المفارقات، تطوير فلسفة للحدث والمستقبل من خلال تحليل قصة أليس في بلاد العجائب للويس كارول والرواقية والتحليل النفسي ثم من خلال شرح لأعمال بيير كلوسوفسكي وميشيل تورنييه وإف سكوت فيتزجيرالد وإميل زولا.